# Азиний Галл
Ази́ний Галл (лат. (Quintus) Asinius Gallus; умер после 46 года) — древнеримский государственный деятель из знатного плебейского рода Азиниев, предположительно, занимавший должность консула-суффекта в промежутке между 27 и 33 годом.

## Биография

### Происхождение и политическая деятельность
Галл происходил из знатного плебейского рода Азиниев; его родным отцом являлся ординарный консул 8 года до н. э. Гай Азиний Галл, а матерью — Випсания Агриппина. 
Согласно Диону Кассию, Галл имел «низкий рост и уродливую внешность». Возможно, занимал должность консула-суффекта в промежутке между 27 и 33 годом. В 46 году вступил в заговор против императора Клавдия, приходившегося дядей убитому в начале 41 года Калигуле, но был разоблачён и отправлен в ссылку.
Известно, что Галл был дружен с учителем риторики Валлием Сирийцем, злодейски умерщвлённого по распоряжению преемника Августа Тиберия, которого Сенека-старший упоминает как видного оратора своего времени.

### Семья и потомки
Возможно, Галл приходился приёмным отцом двум нобилям Азиниям: Квинту, консулу-суффекту неустановленного года, и Марку, также достигшего консульства в 54 году.